# Niuliki
Niuliki, né à une date inconnue et mort en 1842, est une personnalité politique de Futuna, roi coutumier du royaume de Tua (aujourd'hui 'Alo) puis de toute l'île de Futuna au milieu du XIXe siècle. Il mène les guerriers d'Alo au combat lors de la guerre du Vai en 1839, où le royaume de Sigave est définitivement vaincu, ce qui lui permet de devenir roi de l'ensemble de l'île de Futuna. Niuliki accueille le missionnaire mariste français Pierre Chanel en 1837. À la suite de dissensions politiques, notamment le refus de son fils Meitala, converti, de lui obéir et de respecter les tabous, Niuliki ordonne à son gendre Musumusu d'assassiner Pierre Chanel en 1841. Niuliki décède en 1842 d'une grippe et son fils Meitala lui succède.

## Biographie

### Règne
La vie de Niuliki est mieux connue que celle des autres souverains futuniens avant lui, car son règne coïncide avec l'arrivée à Futuna de missionnaires catholiques français, Pierre Chanel et Marie-Nizier Delorme en novembre 1837. Les archéologues Frimigacci et Vienne soulignent que « les évènements qui marquent le début du règne de Niuliki, son intronisation par exemple, seront oubliés au profit de ceux qui sont liés à la venue du Père Chanel et de la guerre du Vai ».
Niuliki appartient à la branche d'Anakele. Lors de la guerre de Matapela, les Tua sont vaincus par les Sigave et le roi coutumier (sau) Veliteki meurt. Niuliki est alors choisi par les chefs, malgré le fait que son père ait été adopté. Niuliki, jugé « très brave », est intronisé et devient le sixième roi Fakavelikele.
Niuliki mène les guerriers d'Alo dans la Guerre du Vai qui les oppose à Sigave, le 10 août 1839. Sigave est vaincu et les limites des deux royaumes sont fixées. Durant les combats, Niuliki est blessé à l'épaule par une lance et est soigné par Pierre Chanel et Marie-Nizier Delorme, qui portent secours aux autres blessés (environ une trentaine). Le roi (sau) de Sigave, Vanai, est tué. Sam Keletaona fait partie des guerriers de Sigave qui survivent au conflit. Les guerriers d'Alo pillent les villages de Sigave.
Toutefois, la population se montre réticente à adopter cette nouvelle religion. En novembre 1840, Niuliki apprend que la population de Wallis, désobéissant au souverain Lavelua Vaimua, s'est convertie au catholicisme. Il voit alors les missionnaires comme une menace. Au début de l'année 1841, le fils de Niuliki, Meitala, prend la tête d'un groupe de jeunes hommes favorables aux pères maristes. Souhaitant bénéficier de ce nouveau dieu, suivant les promesses faites par les missionnaires, Meitala décide de rompre avec les règles en vigueur qui lui interdisaient, en tant que fils aîné, de manger de l'igname avant qu'il n'ait lui-même un fils. Il transgresse le tabou et fait cuire un grand four en terre rempli d'ignames après avoir eu la certitude que le dieu futunien ne le tuerait pas. Le 18 avril 1841, Chanel indique que Meitala s'est entièrement converti au catholicisme.
Face à cette situation, le gendre de Niuliki, Musumusu, critique de plus en plus le roi pour sa proximité avec le missionnaire et menace de renverser Niuliki s'il n'ordonne pas la mise à mort de Chanel. Le roi accepte et le 28 avril 1841, Musumusu et ses hommes assassinent Pierre Chanel. Juste après, Sam Keletaona quitte Futuna.

### Mort et succession
Niuliki meurt en 1842 à la suite d'une grippe. Il est enterré à Lalotilo.
Le 18 janvier 1842, une corvette française et une goélette emmenant des missionnaires maristes débarque à Futuna pour récupérer le corps de Pierre Chanel ; Sam Keletaona voyage avec eux, et en arrivant à Futuna, se proclame roi de Sigave. Les missionnaires maristes veulent introniser un seul roi pour toute l'île de Futuna, ce qui serait plus simple à contrôler pour eux ; mais c'est sans compter la rivalité ancestrale entre les deux royaumes. Les Tua d'Alo refusent qu'un membre du royaume des « vaincus » les dirige. 
Samu Keletaona est intronisé en tant que roi de tout Futuna et installe sa résidence à la frontière entre les deux royaumes, à Fugatoga. Mais face à l'hostilité de la population d'Alo, Keletaona se retire à Sigave. Alors que Musumusu est d'abord envisagé pour diriger Alo, les chefs Aliki se mettent d'accord pour désigner Meitala, le fils de Niuliki, qui devient roi d'Alo (Tu'i Agaifo).
Un guerrier wallisien, Sione Tuuagahala, ami de Sam Keletaona, tente de prendre le pouvoir à Alo face au jeune Meitala. Lors de la cérémonie du kava organisée pour introniser le nouveau roi, Musumusu prend la coupe à la place de Tuugahala : il devient le nouveau roi d'Alo. Il rend ensuite ce titre à Meitala : « [Musumusu] a sauvé la royauté d'Alo et Meitala peut continuer à régner ».